# Kenny Bräck
Kenneth „Kenny” Bräck (ur. 21 marca 1966 r. w Arvice) – szwedzki kierowca wyścigowy, mistrz serii IRL w 1998 i zwycięzca Indianapolis 500 w 1999 roku.

## Kariera
Karierę rozpoczął jak większość kierowców od kartingu. Kolejnym krokiem była Formuła Ford i Formuła 3 w Szwecji i w Wielkiej Brytanii. W 1992 roku został mistrzem skandynawskiego Pucharu Renault Clio, natomiast w 1993 roku wygrał amerykańską serię Barber Saab Pro Series.
W 1994 roku rozpoczął starty w międzynarodowej Formule 3000. Rok później zajął trzecie miejsce w klasyfikacji końcowej tej serii. W 1996 roku był kierowcą testowym zespołu Formuły 1 - Arrowsa, ale zrezygnował w połowie sezonu aby skupić się na zdobyciu tytułu mistrzowskiego w F3000, co mu się nie udało i ostatecznie zajął drugie miejsce (gdyby nie został zdyskwalifikowany w ostatnim wyścigu sezonu, to zostałby mistrzem).
W 1997 roku przeniósł się do Stanów Zjednoczonych i rozpoczął starty w Indy Racing League. Zdobył w niej mistrzostwo w 1998 roku jeżdżąc w zespole A.J. Foyta, a rok później dołożył do tego zwycięstwo w Indianapolis 500 i tytuł wicemistrzowski.
Po tych sukcesach przeniósł się do konkurencyjnej serii CART. W sezonie 2000 jeżdżąc w zespole Team Rahal zdobył tytuł najlepszego nowicjusza, a rok później tytuł wicemistrza serii. W 2002 przeniósł się do zespołu Chip Ganassi Racing i zajął szóste miejsce w klasyfikacji sezonu.
W 2003 Bräck powrócił do startów w serii IRL IndyCar Series (nowa nazwa Indy Racing League) i jednocześnie powrócił do zespołu Team Rahal, który debiutował w tej serii (nie licząc wyścigów Indianapolis 500). Umiarkowany sezon zakończył bardzo poważnym wypadkiem w ostatnim wyścigu sezonu na owalnym torze Texas Motor Speedway. Samochody jego i Tomasa Schecktera zaczepiły o siebie kołami, w efekcie czego pojazd Bräcka wzbił się w powietrze, uderzył w siatkę ogradzającą tor i rozpadł na kawałki. W wypadku tym zanotowano najwyższą zmierzoną zmianę przyspieszenia od czasu wprowadzenia urządzeń mierzących tego typu parametry w samochodach wyścigowych - wartość szczytowa wyniosła 214 g. Kenny odniósł w tym wypadku bardzo poważne obrażenia: miał m.in. złamany mostek, jeden z kręgów w kręgosłupie, uda oraz kostki. Jego rekonwalescencja trwała 18 miesięcy.

## Starty w karierze
| Sezon     | Seria              | Zespół                 | Starty | PP | Zwyc. | Punkty | Pozycja |
| --------- | ------------------ | ---------------------- | ------ | -- | ----- | ------ | ------- |
| 1994      | Formuła 3000       | Madgwick International | 8      | 0  | 0     | 5      | 11.     |
| 1995      | Formuła 3000       | Madgwick International | 8      | 2  | 1     | 24     | 3.      |
| 1996      | Formuła 3000       | Super Nova Racing      | 10     | 3  | 3     | 49     | 2.      |
| 1996/1997 | Indy Racing League | Galles Racing          | 7      | 0  | 0     | 139    | 19.     |
| 1998      | Indy Racing League | A.J. Foyt Enterprises  | 11     | 0  | 3     | 332    | 1.      |
| 1999      | Indy Racing League | A.J. Foyt Enterprises  | 10     | 0  | 1     | 256    | 2.      |
| 2000      | CART               | Team Rahal             | 20     | 0  | 0     | 135    | 4.      |
| 2001      | CART               | Team Rahal             | 20     | 6  | 4     | 163    | 2.      |
| 2002      | CART               | Chip Ganassi Racing    | 19     | 1  | 1     | 114    | 6.      |
| 2003      | IRL IndyCar Series | Team Rahal             | 16     | 0  | 0     | 342    | 9.      |

## Starty w Indianapolis 500
| Rok  | Nadwozie | Silnik     | Start | Wynik | Uwagi               |
| ---- | -------- | ---------- | ----- | ----- | ------------------- |
| 1997 | G-Force  | Oldsmobile | 15    | 33    | Wypadek             |
| 1998 | Dallara  | Oldsmobile | 3     | 6     |                     |
| 1999 | Dallara  | Oldsmobile | 8     | 1     |                     |
| 2002 | G-Force  | Chevrolet  | 21    | 11    |                     |
| 2003 | Dallara  | Honda      | 6     | 16    |                     |
| 2005 | Panoz    | Honda      | 23    | 26    | Usterka mechaniczna |